# Givrauval
Givrauval település Franciaországban, Meuse megyében. Lakosainak száma 287 fő (2022. január 1.). Givrauval Ligny-en-Barrois, Longeaux, Menaucourt, Chanteraine és Villers-le-Sec községekkel határos.

## Népesség
A település népességének változása:
| Lakosok száma | 263  | 284  | 277  | 317  | 325  | 321  | 290  | 279  | 278  | 287  |
|               | 1968 | 1982 | 1990 | 2006 | 2013 | 2015 | 2017 | 2019 | 2020 | 2022 |